# Nico Mares
Nico Mares (Maastricht, 28 oktober 1940) is een voormalig Nederlands voetballer en voetbaltrainer.

## Spelersloopbaan
Mares begon als speler bij amateurclub RKSV Heer. In 1960 maakte hij de overstap naar MVV. Daar maakte hij zijn competitiedebuut op 8 oktober 1961 in een met 1-0 verloren uitwedstrijd bij NAC. In 1965 vertrok hij naar eerstedivisionist Sittardia waarmee hij in zijn eerste seizoen kampioen werd en naar de Eredivisie promoveerde. Bij Sittardia groeide hij de daaropvolgende twee seizoenen uit tot clubtopscorer. Na de fusie van Sittardia met Fortuna '54 in 1968 ging de trefzekere spits naar PSV. In 1970 keerde Mares terug op het oude nest bij MVV waar hij vanwege een enkelblessure niet meer zijn oude niveau haalde. Twee jaar later werd hij medisch afgekeurd voor het betaald voetbal, waardoor hij noodgedwongen een punt zette achter zijn actieve loopbaan.

### Statistieken
| Seizoen | Club      | Land      | Competitie     | Duels | Goals |
| ------- | --------- | --------- | -------------- | ----- | ----- |
| 1961/62 | MVV       | Nederland | Eredivisie     | 26    | 8     |
| 1962/63 | MVV       | Nederland | Eredivisie     | 23    | 5     |
| 1963/64 | MVV       | Nederland | Eredivisie     | 20    | 6     |
| 1964/65 | MVV       | Nederland | Eredivisie     | 24    | 9     |
| 1965/66 | Sittardia | Nederland | Eerste divisie | ?     | 12    |
| 1966/67 | Sittardia | Nederland | Eredivisie     | 34    | 18    |
| 1967/68 | Sittardia | Nederland | Eredivisie     | 28    | 11    |
| 1968/69 | PSV       | Nederland | Eredivisie     | 33    | 17    |
| 1969/70 | PSV       | Nederland | Eredivisie     | 20    | 8     |
| 1970/71 | MVV       | Nederland | Eredivisie     | 18    | 1     |
| 1971/72 | MVV       | Nederland | Eredivisie     | 6     | 1     |
| 1972/73 | MVV       | Nederland | Eredivisie     | 0     | 0     |
| Totaal  | Totaal    | Totaal    | Totaal         | ?     | 96    |

## Trainersloopbaan
Na afloop van zijn spelersloopbaan was Mares in de regio Maastricht werkzaam als trainer in het amateurvoetbal, bij achtereenvolgens VV Sint Pieter, Leonidas, SVME, MKC, SV Nyswiller, Maastrichtse Boys en RKASV.